# 熊野市駅
熊野市駅（くまのしえき）は、三重県熊野市井戸町にある、東海旅客鉄道（JR東海）紀勢本線の駅である。
特急「南紀」を含む全列車が停車し、また一部普通列車が折返す等、線内の主要駅である。

## 歴史
1940年8月、鉄道省紀勢西線（現・紀勢本線）新宮駅 - 当駅間延伸時に終着駅として開設した。当時は現在の熊野市はまだ誕生しておらず、木本町の代表駅と言う位置付けであった。
それから10年以上、和歌山方面からの終着駅の役目を担っていたが、1956年4月には紀勢西線当駅 - 新鹿駅間延伸に伴い、途中駅となった。その後、1959年に紀勢西線と紀勢東線が接続し亀山駅 - 和歌山駅（現・紀和駅）間が紀勢本線となり、同線の駅となった。更に国鉄分割民営化を経て現在に至っている。

### 年表
- 1940年（昭和15年）8月8日：鉄道省紀勢西線（現・紀勢本線）の紀伊木本駅（きいきのもとえき・終着駅）として開設[1][2]。
- 1956年（昭和31年）4月1日：紀勢西線当駅 - 新鹿駅間延伸[1]、途中駅となる。
- 1959年（昭和34年）7月15日：線路名称改定。紀勢西線が紀勢本線へ編入、同線の駅となる[1]。同時に熊野市駅（くまのしえき）に改称[2]。
- 1984年（昭和59年）2月1日：貨物取扱廃止[2]。
- 1985年（昭和60年）3月14日：荷物扱い廃止[2]。
- 1987年（昭和62年）4月1日：国鉄分割民営化に伴い、JR東海の駅となる[1][2]。
- 1990年（平成2年）3月：駅舎改築。

### 駅名について
1959年（昭和34年）の改称に当たっては「熊野市駅」にするか「熊野駅」にするかが国鉄や地元で問題となった。このうち、「熊野駅」では広大な熊野地域の観光中心地の印象を与えるし、熊野地域は隣接する和歌山県にも多くかかっており、三重県内である熊野市はその一部分で地域の中心ではない、という国鉄側の意見で「熊野市駅」とすることとなった。
なお、公式なローマ字表記は「Kumanoshi Station」であるが、国道42号の案内では「Kumano City Station」と表記されている。

## 駅構造
単式ホーム1面1線と島式ホーム1面2線、計2面3線を有する列車交換・折返し可能な地上駅。駅舎は単式ホーム（1番のりば）側にあり、両ホームは跨線橋で連絡している。
大きな三角屋根が特徴な木造駅舎を備える。駅前にはロータリーが整備され、バスやタクシーが乗入れる等、周辺の駅の中では規模が大きい。
終日有人駅（一部時間帯を除く）で、JR全線きっぷうりばや自動券売機が設置されている（自動改札機は未設置）。駅長が配置された直営駅で、管理駅として二木島駅 - 鵜殿駅間の各駅を管理している。

### のりば
| 番線 | 路線      | 方向 | 行先             | 備考               |
| ---- | --------- | ---- | ---------------- | ------------------ |
| 1    | ■紀勢本線 | 下り | 紀伊勝浦方面     | 特急「南紀」を含む |
| 2    | ■紀勢本線 | 上り | 尾鷲・名古屋方面 | 特急「南紀」を含む |
| 3    | ■紀勢本線 | 上り | 尾鷲・名古屋方面 | 待避・始発         |
| 3    | ■紀勢本線 | 下り | 紀伊勝浦方面     | 待避・始発         |

（出典：JR東海:駅構内図）
- 特急列車・普通列車共に、主に下りは1番線、上りは2番線を使用する。尾鷲駅と異なり、駅舎に面した1番線に大半の列車を発着させる設備にはなっていない。
- 夜間留置設定が多い。
- 熊野大花火大会開催時には、当駅発着を含め、多数の臨時列車が運転される。

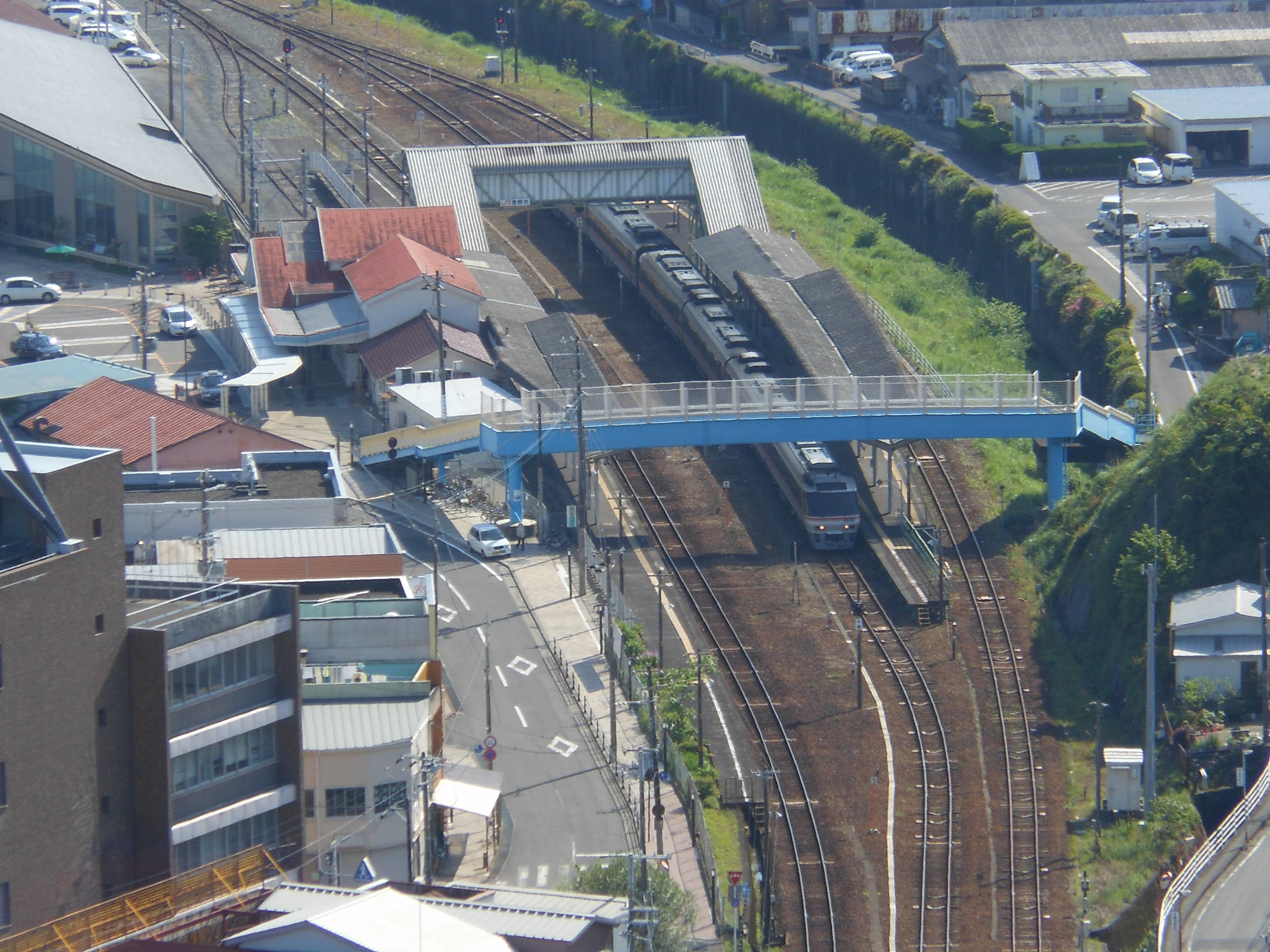
駅全景（2016年4月）
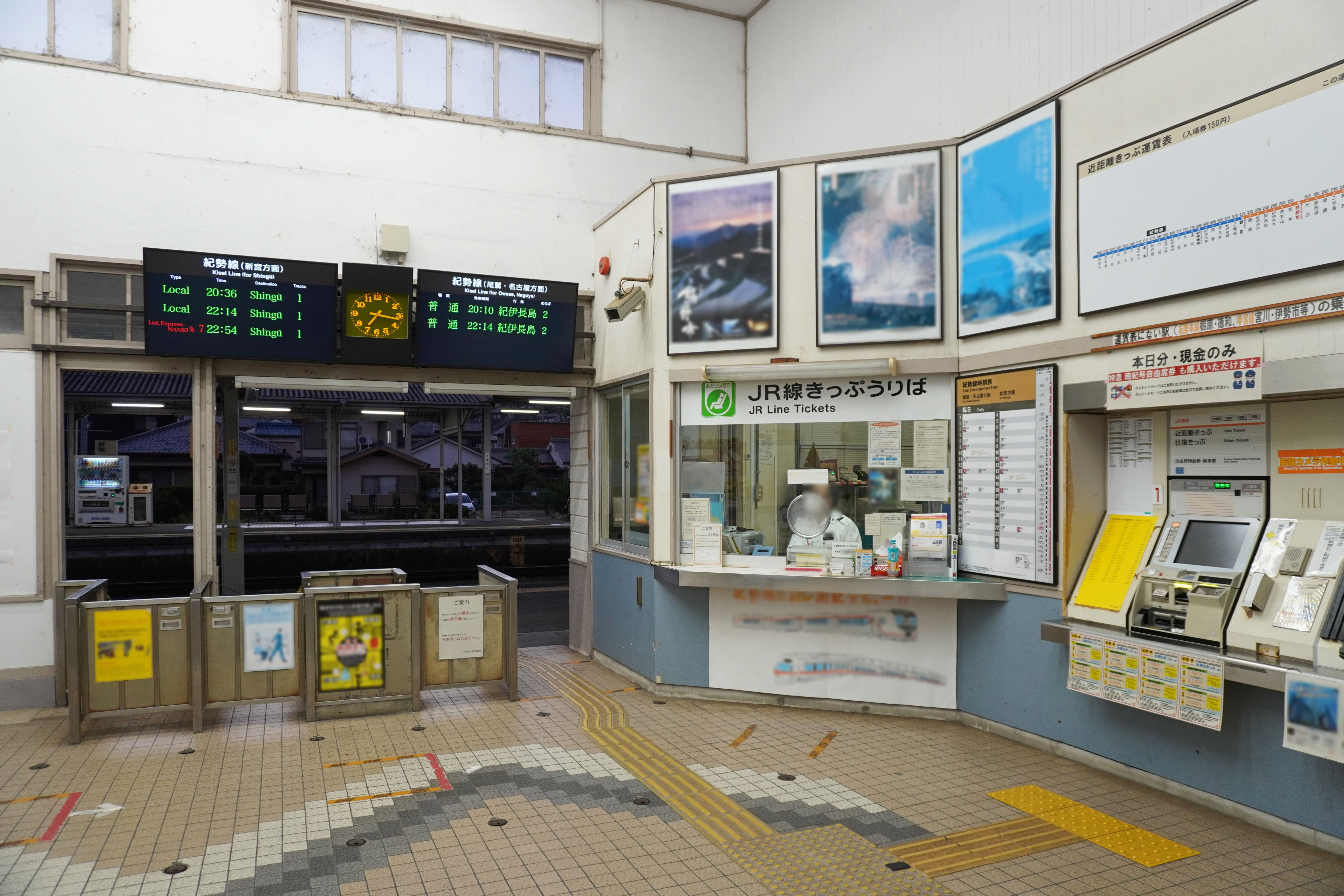
改札口（2023年7月）
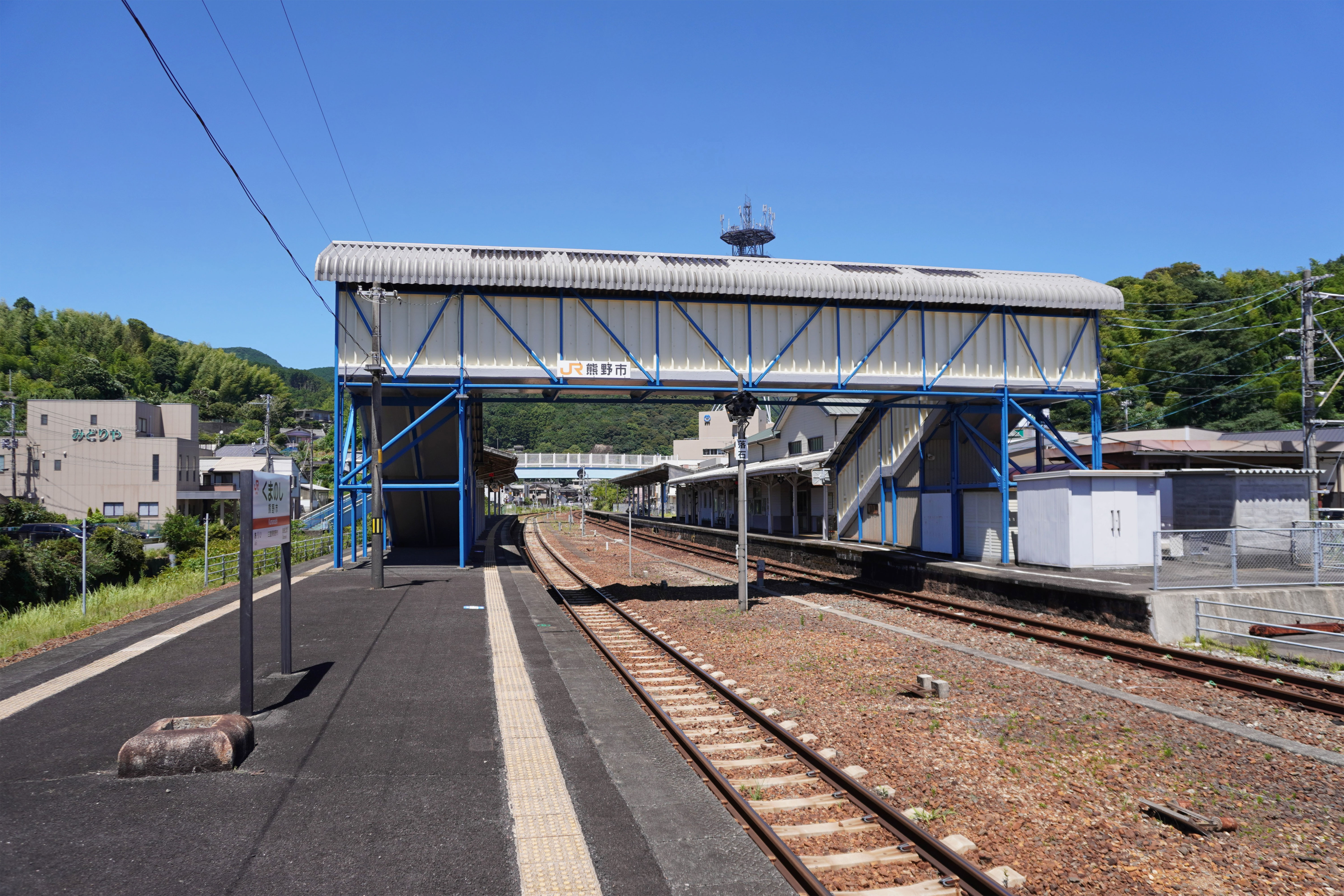
ホーム（2023年7月）

## 利用状況
「三重県統計書」によると、近年の1日平均乗車人員の推移は以下の通り。
| 年度   | 1日平均 乗車人員 |
| ------ | ---------------- |
| 1998年 | 869              |
| 1999年 | 854              |
| 2000年 | 823              |
| 2001年 | 814              |
| 2002年 | 759              |
| 2003年 | 720              |
| 2004年 | 644              |
| 2005年 | 630              |
| 2006年 | 643              |
| 2007年 | 655              |
| 2008年 | 647              |
| 2009年 | 597              |
| 2010年 | 585              |
| 2011年 | 536              |
| 2012年 | 517              |
| 2013年 | 494              |
| 2014年 | 462              |
| 2015年 | 466              |
| 2016年 | 469              |
| 2017年 | 483              |
| 2018年 | 467              |
| 2019年 | 465              |

## 駅周辺
井戸川河口付近に発達した熊野市（旧・木本町）の市街地北端に位置していて、同市の玄関口となっている。北端ではあるが市街地の中にあるため、市役所を始めとする公的機関に近い。イオン（徒歩10分）等大規模商業施設もある。

### 公的機関
- 熊野市文化交流センター（熊野市立図書館）
- 熊野市役所
- 熊野市消防本部 熊野市消防署
- 津地方法務局 熊野支局
- 津地方検察庁 熊野支部・熊野区検察庁
- 三重農政事務所 熊野統計・情報センター
- 三重労働局 熊野公共職業安定所
- 三重労働局 熊野労働基準監督署
- 中部地方整備局 紀勢国道工事事務所 熊野維持出張所
- 津地方裁判所 熊野支部・津家庭裁判所 熊野支部・熊野簡易裁判所
- 三重県 熊野保健所
- 熊野警察署

### 学校
- 熊野市立井戸小学校
- 熊野市立木本小学校
- 熊野市立木本中学校
- 三重県立木本高等学校

### その他
- 鬼ヶ城
- 熊野郵便局
- 大峰近隣公園
- 木本神社
- 七里御浜
- 花窟神社
- NHK名古屋放送局 熊野ラジオ中継局
- CBCラジオ 熊野ラジオ中継局
- 東海ラジオ放送 熊野中継局
- 井戸川
- 獅子岩
- 要害山
- 三重県道34号七色峡線
- 三重県道204号木本港熊野市停車場線
- 国道42号
- イオン 熊野店
- 紀北信用金庫 熊野支店
- 新宮信用金庫 熊野支店
- 東海ろうきん 熊野支店

## バス路線

### 一般路線バス
三重交通
- 熊野新宮線（13系統）- 新宮駅前 / 大又大久保
- 松阪熊野線（56系統）- 三交南紀 / 松阪中央病院

### コミュニティバス・公営バス
熊野市自主運行バス
- 清流・那智黒石の里線 - 尾川 / 新町
- 飛鳥・五郷線 - 桃崎・湯の谷 / 三交南紀
- 潮風かほる熊野古道線 - 二木島駅 / 三交南紀

南紀広域バス（御浜町、熊野市）
- 熊野古道瀞流荘線 - 瀞流荘 / 木本高校

北山村営バス
- おくとろ公園（道の駅おくとろ）/ 小松

### 中・長距離バス
いずれも三重交通による運行である。
- 名古屋南紀高速バス - 名古屋（名鉄バスセンター）
- 東京高速バス - 横浜（YCAT）・東京（池袋駅）・埼玉大宮（西武観光バスとの共同運行）

## 隣の駅
※特急「南紀」の隣の停車駅は列車記事を参照。
東海旅客鉄道（JR東海）
■紀勢本線
大泊駅 - 熊野市駅 - 有井駅